# Skowhegan
Skowhegan ist eine Town im Somerset County des Bundesstaates Maine in den Vereinigten Staaten. Im Jahr 2020 lebten dort 8620 Einwohner in 4326 Haushalten auf einer Fläche von 156,62 km².

## Geographie
Nach dem United States Census Bureau hat Skowhegan eine Gesamtfläche von 156,62 km², von der 152,42 km² Land sind und 4,20 km² aus Gewässern bestehen.

### Geographische Lage
Skowhegan liegt im Süden des Somerset Countys und grenzt an das Kennebec County. Die Town erstreckt sich auf einer Länge von etwa einem Kilometer zu beiden Ufern sowie einer Insel des Kennebec River, direkt an den Skowhegan Falls, einer Reihe von Stromschnellen, die auf einem Kilometer Länge etwa 10 Meter (28 feet) Höhendifferenz überwinden. Diese Stromschnellen sind heute durch eine Staumauer überbaut und dienen der Energiegewinnung durch ein Wasserkraftwerk. Im Osten grenzt der Lake George an das Gebiet von Skowhegan. Die Oberfläche ist leicht hügelig. Höchste Erhebung ist der 238 m hohe Bigelow Hill.

### Nachbargemeinden
Alle Entfernungen sind als Luftlinien zwischen den offiziellen Koordinaten der Orte aus der Volkszählung 2010 angegeben.
- Norden: Cornville, 10,9 km
- Osten: Canaan, 10,5 km
- Südosten: Clinton, Kennebec County, 16,8 km
- Süden: Fairfield, 13,0 km
- Westen: Norridgewock, 11,9 km
- Nordwesten: Madison, 11,6 km

### Stadtgliederung
In Skowhegan gibt es mehrere Siedlungsgebiete: French Settlement, Malbons Mills, Skowhegan, South Bloomfield und Wesserunsett Settlement.

### Klima
Die mittlere Durchschnittstemperatur in Skowhegan liegt zwischen −9,4 °C (15 °F) im Januar und 20,6 °C (69 °F) im Juli. Damit ist der Ort gegenüber dem langjährigen Mittel der USA um etwa 9 Grad kühler. Die Schneefälle zwischen Oktober und Mai liegen mit bis zu zweieinhalb Metern mehr als doppelt so hoch wie die mittlere Schneehöhe in den USA; die tägliche Sonnenscheindauer liegt am unteren Rand des Wertespektrums der USA.

## Geschichte
Ursprünglich war das Gebiet von einem Stamm der Abenaki-Indianer bewohnt, die an den Wasserfällen von Frühjahr bis Herbst fischten. Von ihnen stammt auch der Name des Ortes: er bedeutet etwa „der Ort, an dem man auf die Fische wartet“.
Am 29. September 1775 passierten Colonel Benedict Arnold und seine Truppen diesen Ort auf ihrem Weg entlang des Kennebec River nach Quebec. Eine Bronzetafel erinnert in der Hauptstraße daran.
Am 30. April 1772 erreichten die ersten weißen Siedler, ein Joseph Weston und seine Familie, den Platz; bereits 1773 wurde eine Ortschaft auf dem Nordufer des Flusses gegründet. Sie galt zunächst als Teil des nahe gelegenen Canaan; am 5. Februar 1823 wurde der Ort unter dem Namen Millburn selbständig. Die Bewohner zogen aber den alten Namen der Siedlung vor und benannten die Stadt 1836 in Skowhegan um. 1861 wurde die auf der gegenüberliegenden Flussseite liegende Gemeinde Bloomfield eingemeindet. Seit dem Ende des 19. Jahrhunderts wurde der Wasserfall systematisch zur Energiegewinnung genutzt, und im Zuge der allgemeinen Industrialisierung der Gegend wurde Skowhegan zu einer blühenden Papier- und Sägemühlenstadt. Heutzutage wird die Industrie durch holzverarbeitende Betriebe und eine große Schuhfabrik bestimmt.

### Einwohnerentwicklung
| Volkszählungsergebnisse – Town of Skowhegan, Maine | Volkszählungsergebnisse – Town of Skowhegan, Maine | Volkszählungsergebnisse – Town of Skowhegan, Maine | Volkszählungsergebnisse – Town of Skowhegan, Maine | Volkszählungsergebnisse – Town of Skowhegan, Maine | Volkszählungsergebnisse – Town of Skowhegan, Maine | Volkszählungsergebnisse – Town of Skowhegan, Maine | Volkszählungsergebnisse – Town of Skowhegan, Maine | Volkszählungsergebnisse – Town of Skowhegan, Maine | Volkszählungsergebnisse – Town of Skowhegan, Maine | Volkszählungsergebnisse – Town of Skowhegan, Maine |
| Jahr                                               | 1800                                               | 1810                                               | 1820                                               | 1830                                               | 1840                                               | 1850                                               | 1860                                               | 1870                                               | 1880                                               | 1890                                               |
| -------------------------------------------------- | -------------------------------------------------- | -------------------------------------------------- | -------------------------------------------------- | -------------------------------------------------- | -------------------------------------------------- | -------------------------------------------------- | -------------------------------------------------- | -------------------------------------------------- | -------------------------------------------------- | -------------------------------------------------- |
| Einwohner                                          |                                                    |                                                    |                                                    | 1006                                               | 1584                                               | 1756                                               | 2266                                               | 3893                                               | 3860                                               | 5068                                               |
| Jahr                                               | 1900                                               | 1910                                               | 1920                                               | 1930                                               | 1940                                               | 1950                                               | 1960                                               | 1970                                               | 1980                                               | 1990                                               |
| Einwohner                                          | 5180                                               | 5341                                               | 5981                                               | 6433                                               | 7159                                               | 7422                                               | 7661                                               | 7601                                               | 8098                                               | 8725                                               |
| Jahr                                               | 2000                                               | 2010                                               | 2020                                               | 2030                                               | 2040                                               | 2050                                               | 2060                                               | 2070                                               | 2080                                               | 2090                                               |
| Einwohner                                          | 8824                                               | 8589                                               | 8620                                               |                                                    |                                                    |                                                    |                                                    |                                                    |                                                    |                                                    |

## Politik
Skowhegan ist dem Kennebec Valley Council of Governments (KVCOG) angegliedert, einer Verwaltungsgemeinschaft verschiedener Orte, die gemeinsame Aufgaben hierhin delegieren und auf diese Weise die lokalen Verwaltungskosten senken.

## Kultur und Sehenswürdigkeiten

### Museen
- Skowhegan History House, ein um 1839 gebautes Ziegelsteinhaus, das heute die lokale historische Sammlung des Ortes enthält und die Lebensweise zwischen 1840 und 1860 wiederzugeben versucht.

### Bauwerke
In Skowhegan wurden mehrere Bauwerke und ein District unter Denkmalschutz gestellt und ins National Register of Historic Places aufgenommen.
- Skowhegan Historic District, 1982 unter der Register-Nr. 82000781.[9]
- Bigelow-Page House, 1988 unter der Register-Nr. 88000395.[10]
- Bloomfield Academy, 1982 unter der Register-Nr. 82000778.[11]
- Gov. Abner Coburn House, 1974 unter der Register-Nr. 74000193.[12]
- Dudley's Corner School House, 2002 unter der Register-Nr. 02000787.[13]
- First Baptist Church, Former, 1991 unter der Register-Nr. 91000770.[14]
- Gould House, 1982 unter der Register-Nr. 82001886.[15]
- History House, 1983 unter der Register-Nr. 83003677.[16]
- Skowhegan Fire Station, 1983 unter der Register-Nr. 83003679.[17]
- Skowhegan Free Public Library, 1983 unter der Register-Nr. 83000473.[18]
- Somerset County Courthouse, 1984 unter der Register-Nr. 84000332.[19]
- Samuel Weston Homestead, 1980 unter der Register-Nr. 80000256.[20]

Die Innenstadt Skowhegans wird von einer mehr als 20 Meter hohen Skulptur eines Indianers dominiert, geschaffen durch den Bildhauer Bernard Langlais. Es handelt sich um die höchste Skulptur eines Indianers in den Vereinigten Staaten. Sie findet sich an der Nordseite des öffentlichen Parkplatzes der Stadtverwaltung.

## Wirtschaft und Infrastruktur

### Industrie
Die Papierfabrik Somerset Mill des internationalen Papierkonzerns Sappi beschäftigt 725 Mitarbeiter. Die Zellstofffabrik und die drei Papiermaschinen erzeugen jährlich 525.000 Tonnen Zellstoff und 795.000 Tonnen Papier.

### Verkehr
Skowhegan liegt etwa 20 Kilometer von der Interstate 95 entfernt an der Kreuzung des U.S. Highway 2, der in westöstlicher Richtung verläuft und des U.S. Highway 201 der in nordsüdlicher Richtung führt. An diesem Kreuzungspunkt münden auch die Maine State Route 150 und Maine State Route 104. Der Fluss ist nicht schiffbar und eine ehemals bestehende Eisenbahnlinie ist stillgelegt.

### Medien
In Skowhegan erscheint eine Tageszeitung, die „Somerset Gazette“. Sie ist Teil der Zeitungskette „Orphan Publications“.

### Öffentliche Einrichtungen
Das Redington-Fairview General Hospital versorgt mit 65 Betten seit 1952 die Umgebung in medizinischen Notfällen. Es gibt zudem weitere medizinische Einrichtungen in Skowhegan.
In Skowhegan gibt es zwei Büchereien. Die Skowhegan Free Public Library befindet sich in der Elm Street und die Margaret Chase Smith Library in der Norridgewock Ave.

### Bildung
Skowhegan gehört mit Canaan, Cornville, Mercer, Norridgewock, und Smithfield zum RSU #54/MSAD #54 School District.
Im Schulbezirk werden mehrere Schulen angeboten:
- North Elementary School in Skowhegan, Pre-Kindergarten und Kindergarten
- Canaan Elementary School in Canaan, mit Schulklassen von Pre-Kindergarten bis 8. Schuljahr
- Mill Stream Elementary School in Norridgewock, mit Schulklassen von Pre-Kindergarten bis 6. Schuljahr
- Bloomfield Elementary School in Skowhegan, mit den Schulklassen 1 bis 3
- Margaret Chase Smith School in Skowhegan, mit den Schulklassen 4 bis 5
- Marti Stevens Learning Center in Skowhegan
- Skowhegan Area Middle School in Skowhegan, mit den Schulklassen 6 bis 8
- Skowhegan Area High School in Skowhegan, mit den Schulklassen 9 bis 12

Alle über die Grundbildung hinausgehenden Bildungseinrichtungen sind in umliegenden Gemeinden untergebracht. So liegt zum Beispiel das nächste College in Fairfield.

## Persönlichkeiten

### Söhne und Töchter der Stadt
- Abner Coburn (1803–1885), Gouverneur von Maine
- Stephen Coburn (1817–1882), Politiker
- William H. McLellan (1832–1912), Politiker der Maine Attorney General war
- Forrest Goodwin (1862–1913), Politiker
- Margaret Chase Smith (1897–1995), Politikerin

### Persönlichkeiten, die vor Ort gewirkt haben
- David Kidder (1787–1860), Politiker Anwalt in Skowhegan
- Benjamin White Norris (1819–1873), Politiker, betrieb er ein Lebensmittelgeschäft in Skowhegan
- Clyde Smith (1876–1940), Sheriff im Somerset County, Politiker
- Samuel W. Gould (1852–1935), Politiker Anwalt in Skowhegan